# Globipedidae
Famille
Les Globipedidae sont une famille d'opilions eupnois. On connaît plus d'une trentaine d'espèces dans six genres.

## Distribution
Les espèces de cette famille se rencontrent aux États-Unis, au Mexique et en Amérique centrale.

## Liste des genres
Selon World Catalogue of Opiliones (25/04/2021) :
- Dalquestia Cokendolpher, 1984
- Diguetinus Roewer, 1912
- Eurybunus Banks, 1893
- Globipes Banks, 1893
- Lanthanopilio Cokendolpher & Cokendolpher, 1984
- Metopilio Roewer, 1911

## Publication originale
- Kury & Cokendolpher, 2020 : « A new family from the New World (Eupnoi: Phalangioidea). » WCO-Lite: online world catalogue of harvestmen (Arachnida, Opiliones). Version 1.0 — Checklist of all valid nomina in Opiliones with authors and dates of publication up to 2018, Rio de Janeiro, p. 52–54.